# Happy (chanson des Rolling Stones)
Pour les articles homonymes, voir Happy.
Singles de The Rolling Stones
Tumbling Dice
(1972) Angie
(1973)
Pistes de Exile on Main St.
Loving Cup Turd on the Run
Happy est une chanson  du groupe de rock The Rolling Stones, parue d'abord le 12 mai 1972 sur l'album Exile on Main St., puis le 15 juillet 1972 en single. Le single se classe à la 22e place aux États-Unis.
Bien qu'elle soit créditée Jagger/Richards, Happy a été principalement écrite et composée par le guitariste Keith Richards, qui assure également le chant. Le groupe l'interprète fréquemment sur scène depuis 1972.

## Historique
Bien que crédité Jagger/Richards, Happy a été écrite principalement par Keith Richards durant l'été 1971, à la villa Nellcote, dans le sud de la France, au cours d'un seul après-midi. Selon Richards, « Nous avons fait ça en un après-midi, en seulement quatre heures. À midi, ça n'existait pas encore, à quatre heures, c'était dans la boîte ». Les pistes de base ont été enregistrés dans le sous-sol, utilisant le Rolling Stones Mobile Studio, avec Richards à la basse, à la guitare et au chant, Jagger aux chœurs et au tambourin, le producteur Jimmy Miller à la batterie, le saxophoniste Bobby Keys au saxophone baryton, et Jim Price au trombone et à la trompette.
Happy était le seul single du groupe à figurer sur le Hot 100 sur lequel Richards est le chanteur soliste.

## Postérité
Depuis 1972, Keith Richards a souvent chanté Happy en concert en solo ou avec le groupe et c'est devenu l'une de ses chansons emblématiques. Les interprétations de la chanson en concert jusqu'en 1978 comportent également Mick Jagger au chant sur les refrains.
Des interprétations en concert de la chanson apparaissent sur les albums Love You Live et Live Licks et sur divers films de concerts publiés. La version studio est sorti sur les compilations Made in the Shade, Forty Licks et GRRR!.

## Musiciens
Crédités :
- Keith Richards : chant, chœurs, guitare solo et rythmique, basse
- Mick Jagger : chœurs, tambourin

Avec
- Bobby Keys : saxophone baryton
- Jim Price : trompette, trombone
- Jimmy Miller : batterie

## Reprises
- Spirit sur son album Spirit of '76.
- The Pointer Sisters sur son album Priority.
- Nils Lofgren sur son album I Came to Dance (1977).
- Southside Johnny sur son album Into the Harbour.
- The Replacements en concert durant la tournée de 1987[7].
- Sheryl Crow sur l'album live Sheryl Crow and Friends: Live from Central Park en 1999, en duo avec Keith Richards.
- The Black Crowes en concert durant la tournée de 2005[8].
- Elvis Costello en concert durant la tournée de 2009/2010[9].
- Lucinda Williams en concert en 2009[10].